# Haviland (Kansas)
Haviland – miasto w Stanach Zjednoczonych, w stanie Kansas, w hrabstwie Kiowa.